# Хуан Мануель Абаль Медіна
Хуа́н Мануе́ль Аба́ль Меді́на молодший (ісп. Juan Manuel Abal Medina, нар. 5 травня 1968) — аргентинський політолог, політик і письменник. З грудня 2011 року по листопад 2013 року очолював уряд країни.

## Біографія
Абаль Медіна народився в Буенос-Айресі. Його батько займав пост генерального секретаря пероністського руху на початку 1970-их років і був останнім представником Хуана Перона перед його поверненням до Аргентини у 1973 році. Його старший брат, Фернандо, був одним із засновників загону Монтонерос, чиї насильницькі дії у подальшому прискорили розвиток подій брудної війни. Його родину переслідували під час режиму військової диктатури, а у 1982 році родина проживала в екзилі у Мексиці.
Абаль Медіна повернувся до Аргентини. Він вступив до Університету Буенос-Айреса, де здобув ступінь з політології у 1994 році. У 2000 році він захистив кандидатську дисертацію з політології у Мехіко. Згодом він викладав у своїй alma mater, а також у Національному університеті Кілмеса, Національному університеті Сан-Мартіна та в Університеті Сан-Андреса. Абаль Медіна опублікував значну кількість творів, що включала дослідження виборів 2001 року, а також статті на політичну тематику в журналах.
На державну службу він вступив у 2000 році як директор Національного інституту державного управління при президенті Фернандо де ла Руа, а у 2001 році був призначений політичним і законодавчим директором адміністрації мера Буенос-Айреса. У жовтні 2005 року призначений на посаду радника президента Нестора Кіршнера, а у грудні 2007 року на цю ж посаду його призначила новий президент Крістіна Фернандес де Кіршнер. Окрім цього, він дістав додаткову посаду помічника прем'єр-міністра у серпні 2008 року.

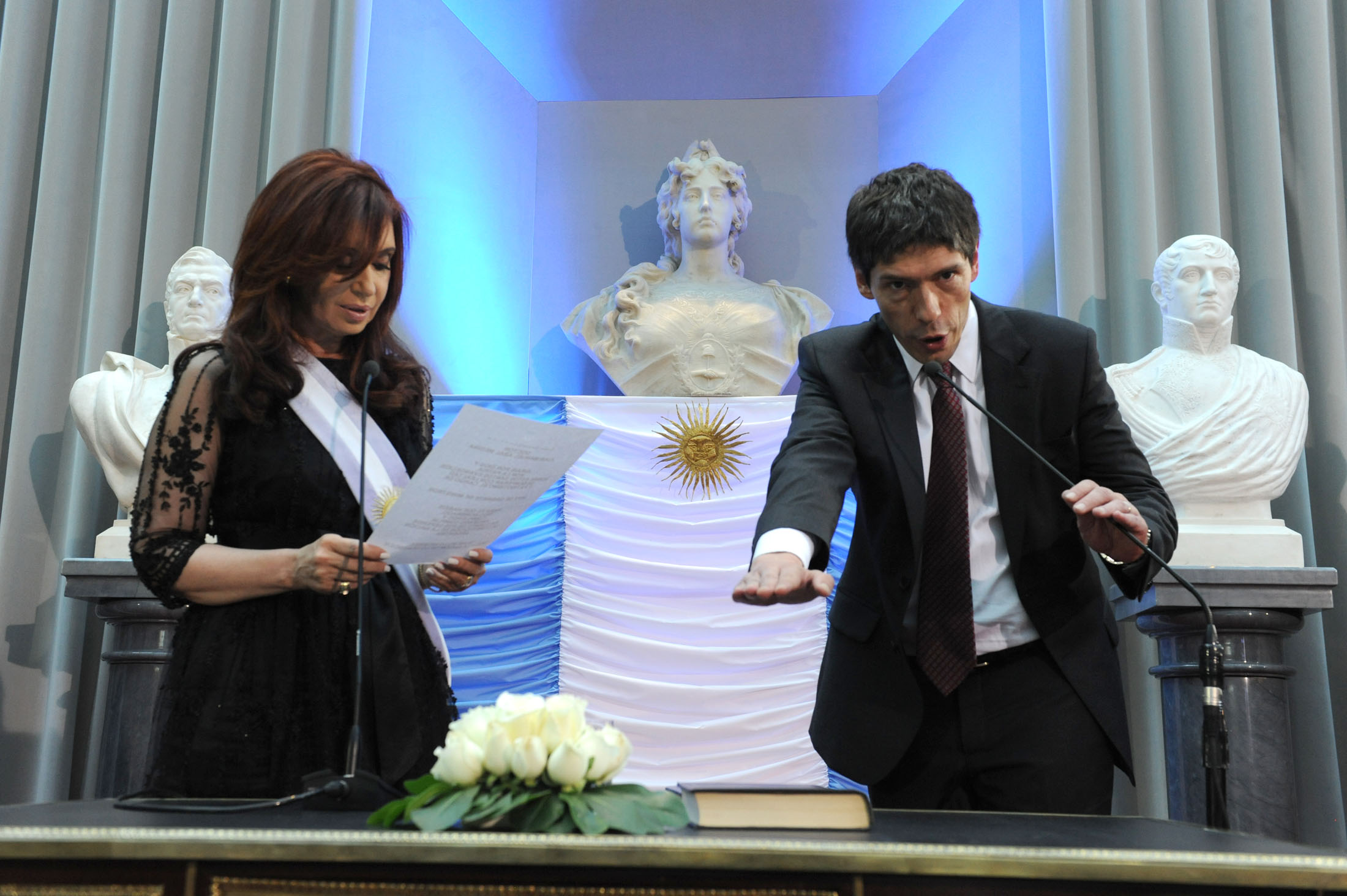
Абаль Медіна складає присягу як глава уряду Аргентини, 10 грудня 2011 року

Після свого переобрання на пост президента країни Крістіна де Кіршнер замінила Анібаля Фернандеса на посту глави уряду. Новим прем'єр-міністром у грудні 2011 року і став Хуан Мануель Абаль Медіна.
У 2014—2017 роках був членом Сенату Аргентини.
У серпні 2018 року Абаль Медіна став одним з фігурантів судової справи щодо корупції.